# Frederik Winter

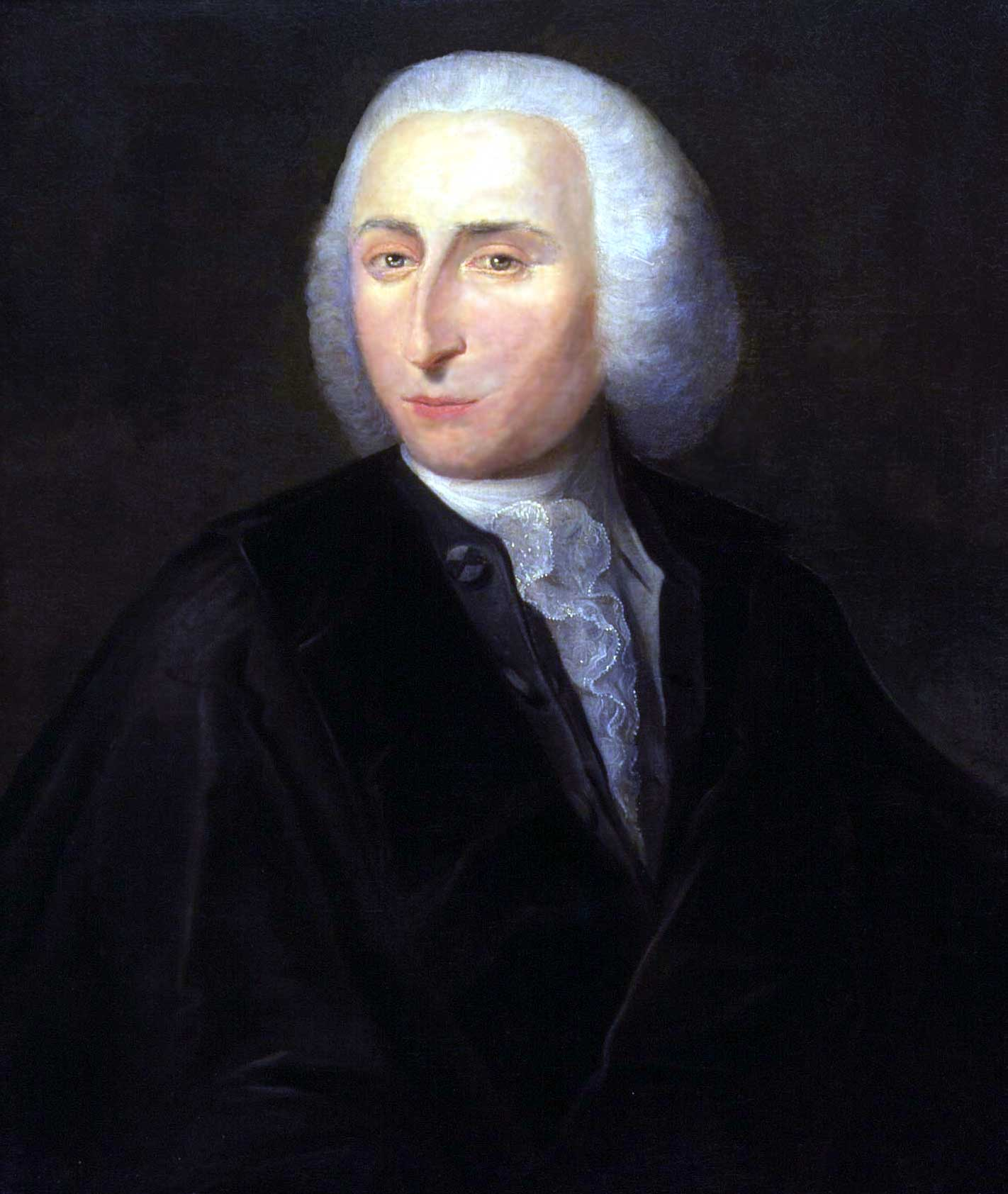
Frederik Winter

Frederik Winter (auch: Friedrich Christian Winter; * 7. Mai 1712 in Uedem; † 11. November 1760 in Leiden) war ein deutscher Mediziner.

## Leben
Der Sohn des preußischen Offiziers Nikolaus Winter nahm 1731 an der Universität Duisburg ein Studium auf, um es am 18. September 1732 an der Universität Leiden fortzusetzen. In Leiden promovierte er am 15. Juni 1736 mit der Abhandlung Dissertatio de motu musculorum zum Doktor der Medizin. 1737 wurde er Leibarzt des Prinzen von Oranien und 1740 als zweiter Professor der Medizin an die Hohen Schule Herborn berufen. Sein Amt trat er mit der Rede Oratio de certitudine in medicina an. Am 25. Juni 1744 wurde er als Nachfolger des verstorbenen Wijer Willem Muys († 19. April 1744) als Professor der Medizin und Chemie an der Universität Franeker berufen.
Dieses Amt trat er am 26. April 1746 mit der Rede De certitudine in medicina practica an. Am 24. April 1747 ernannte man ihn dort auch zum Professor der Botanik. Noch im selben Jahr wurde er am 8. August an die Universität Leiden als Professor der praktischen Medizin berufen. Dieses Amt übernahm er am 23. Oktober 1747 mit der Rede Oratio de motu vitali et irritabilitate fibrarum uit. Im selben Jahr wurde er Leibarzt des Statthalters Wilhelm IV. (Oranien) und war nach dessen Tod am 22. Oktober 1751 mit dessen Autopsie beauftragt. Auch Wilhelm V. von Oranien hat er medizinische Dienste geleistet.
In Leiden richtete er ein Ambulatorium ein, das der Ausbildung der Studenten diente. Zudem beteiligte er sich auch an den organisatorischen Aufgaben der Leidener Hochschule und war 1750/51 Rektor der Alma Mater. Große Verdienste erwarb er sich auf dem Gebiet der Physiologie und Anatomie. So ging er der Frage nach der Struktur und der Reizbarkeit von Muskelgewebe nach. Dafür führte er an sich selbst und an seinen Schülern medizinische Experimente durch. Seine Studien der Irritabilität führten ihn auf den Weg, den Albrecht von Haller gegangen war, jedoch gelangte er nicht ganz zu dessen Resultaten. Winter war mehr praktischer Mediziner, weitere Schriften sind von ihm nicht überliefert. Nach seinem Tod fand er in der Leidener Peterskirche seine letzte Ruhestätte.